# 外山亀太郎
外山 亀太郎（とやま かめたろう、慶応3年9月26日（1867年10月23日） - 1918年（大正7年）3月29日）は、日本の遺伝学者。カイコにおいてメンデルの法則を実証した功績で知られる。細菌学者の青木薫は実弟。

## 経歴
相模国愛甲郡上古沢村（現・神奈川県厚木市上古沢）に生まれる。1885年に東京農林学校（1890年に帝国大学農科大学となる）に入学。1892年の卒業後も無給助手として数年留まった。1896年に同年創立された福島県蚕業学校（現・福島県立福島明成高等学校）の初代校長に就任しているが、研究に熱中するあまり排斥運動がおこり、1899年に辞任して東京帝国大学へ大学院学生として戻る。1902年、シャムより蚕業指導者の招聘があり、これに応じるため農科大学の助教授に任ぜられ、農務省蚕業技師長として3年間バンコクに赴任した。帰国後は講師となり、1906年にシャム赴任中の研究成果をもとにカイコの遺伝がメンデルの法則に従うことを示した論文を発表するが、これはメンデルの法則の再発見からわずか6年後のことであり、動物におけるメンデル遺伝の実証例として高く評価されている。1906年に農学博士の学位を受け、1908年に改めて助教授となる。1911年に原蚕種製造所の技師を兼任し、異なる種類のカイコを掛け合わせて得られる一代雑種のカイコの方が強健性・多産性などで優れていることを示し、これを養蚕業界に奨励・普及させた。1915年帝国学士院賞を受賞。1917年3月に病気となり、1年間の闘病ののち1918年3月に逝去。この間に教授となったが、教授として教壇に立つことはなかった。

### 履歴
特旨叙勲の際の履歴書による。
- 1892年（明治25年）
  - 7月10日 - 農科大学農学科卒業
  - 10月21日 - 農科大学無給助手（のち副手と改称、1896年3月31日まで）
- 1893年（明治26年）9月22日 - 大日本水産会水産伝習所教師を委嘱（1896年3月31日まで）
- 1896年（明治29年）4月10日 - 福島県蚕業学校長（兼教諭、1899年10月25日まで）
- 1899年（明治32年）
  - 9月30日 - 福島県技師（同年10月25日まで）
  - 10月 - 東京帝国大学大学院（農科）に入学
- 1902年（明治35年）2月7日 - 東京帝国大学農科大学助教授、暹羅国農務省蚕業技師長（1905年2月6日まで）
- 1905年（明治38年）9月16日 - 東京帝国大学農科大学講師
- 1908年（明治41年）9月8日 - 東京帝国大学農科大学助教授
- 1911年（明治44年）6月19日 - 原蚕種製造所（のち蚕業試験場）技師（兼任、1916年11月18日まで）
- 1917年（大正6年）12月18日 - 東京帝国大学農科大学教授

## 論文
- 外山龜太郎「細胞固定藥並ニ貯藏法」『動物学雑誌』第5巻第58号、東京動物學會、1893年、307-311頁、NAID 110003324942。
- 外山龜太郎「植物解剖雜記 (一)」『植物学雑誌』第7巻第81号、日本植物学会、1893年、351-356頁、doi:10.15281/jplantres1887.7.351、ISSN 0006-808X、NAID 130004212422。
- 外山龜太郎「蠶兒ノ生殖器」『動物学雑誌』第7巻第84号、東京動物學會、1895年、339-344頁、NAID 110003334316。
- 外山龜太郎「遺傳學の進歩と人生との關係」『中央獸醫會雑誌』第23巻第3号、日本獣医学会、1910年、124-139頁、doi:10.1292/jvms1888.23.124、NAID 130004214864。

### 関連論文
- 「外山亀太郎博士生誕100年記念記事」『日本蚕糸学雑誌』第36巻第6号、日本蚕糸学会、1967年12月、451-464頁、ISSN 00372455、NAID 40018309621。
- 鈴木善次「優生学史における丘浅次郎と外山亀太郎の比較」『自然科学と博物館』第35巻第11号、国立科学博物館、1968年11月、217-223頁、ISSN 03857727、NAID 40017859743。
- 川井一之「科学者外山亀太郎とメンデル法則の再発見 (研究と人間 1)」『農業技術』第28巻第10号、農業技術協會、1973年10月、466-470頁、ISSN 03888479、NAID 40018406374。
- 森脇靖子「外山亀太郎と明治期の蚕糸業における蚕の「種類改良」」『科学史研究. 第II期』第49巻第255号、日本科学史学会、2010年9月、163-173頁、doi:10.34336/jhsj.49.255_163、ISSN 00227692、NAID 110007730702。
- 森久保俊満, 御領奈美「外山亀太郎博士の業績とわが国の蚕糸業の発展」『公益と文化』第2巻、扶桑教育文化研究会公益と文化編集事務局、2013年3月、3-12頁、ISSN 2187-1574、NAID 40020222259。
- 御領奈美, 森久保俊満「外山亀太郎博士の研究と奥州本場」『公益と文化』第6巻、扶桑教育文化研究会公益と文化編集事務局、2018年3月、13-21頁、ISSN 2187-1574、NAID 40021552832。

## 参考
- 東京大学 昆虫遺伝研究室
- JATAFF 世界初のハイブリッド品種の育成
- 中部産業遺産研究会 日本の養蚕業・製糸業の歴史 (PDF)